# Stommeln
Stommeln è una frazione della città tedesca di Pulheim.
È patria della beata Cristina e del produttore discografico Dieter Dierks.